# Битка при Сланкамен
Битката при Сланкамен е сражение, което се състои на 19 август 1691 г. Битката слага край на османската офанзива, в резултат от която австрийците са прогонени от Балкана, където след мощно настъпление проникват до Скопие и го опожаряват.

## Предистория
След въстанието на Карпош за велик везир е назначен Фазъл Мустафа паша, под чието ръководство османците изтласкват австрийците от Балкана, като последователно османските сили си връщат Пирот, Ниш, Смедерево, Белград, Петроварадин. С края на хабсбургската окупация на част от днешна Сърбия се започва голямо сръбско преселение в земите на днешна Войводина.

## Ход на битката
Преди битката османския лагер е в Земун, а австрийския – в Сланкамен. Фазъл Мустафа паша посъветван от своите френски военни експерти прави заблуждаващ финт зад гърба на хабсбургската армия, като междувременно дунавската османска флотилия прекъсва снабдителните линии на австрийците. Лудвиг Баденски се вижда принуден да тръгне в атака. На десния фланг има 20 батальона пехота с цялата артилерия, в центъра – силите на Бранденбург и конница, а на левия срещу османските спахии – пехота и конница. Началото на сражението не е окуражително за австрийците. Хабсбургската пехота на десния фланг търпи загуби от еничарите, а на левия спахийската конница направо помита австрийските сили. Все пак центъра е удържан от бранденбургските сили, но оттеглящата се австрийска пехота на фланговете повлича към загуба, когато Баденски се решава да вкара цялата си конница на левия фланг и повеждайки я в атака разбива спахиите, които преминават в отстъпление. Заплашен с разгром, в този момент в битката се включва Фазъл Мустафа паша със своя резерв, но на своя ляв фланг – срещу австрийския десен. В един момент еничарската музика престава да свири, което е възприето от бойците като знак за отстъпление. Гюле уцелва Фазъл Мустафа паша и османската армия обзета от паника преминава във всеобщо неорганизирано отстъпление, търсейки спасение. В резултат от безредното отстъпление са пленени от австрийците 154 топа, 10 хил. шатри, 5 хил. коня, много камили с целия османски обоз.

## Значение
В крайна сметка битката при Сланкамен е решаваща за по-нататъшната съдба на Унгария, като част от Хабсбургската, а не от Османската империя. Изходът от голямата турска война се решава по-късно в битка при Зента.